# Догерти, Рой
Рой Догерти, также известный как Арканзас Том Джонс (1870 — 16 августа 1924) — американский преступник времён Дикого Запада, член Дикой банды, возглавляемой Биллом Дулином. Он был самым долгоживущим, а также последним выжившим членом этой банды.
Два его брата, родившиеся в строгой религиозной семье в штате Миссури, стали проповедниками. Однако Догерти восстал против семейного уклада и в возрасте 14 лет сбежал из дома на территорию Оклахомы. Он называл себя «арканзасским Томом Джонсом», утверждая, что родом оттуда. Несколько лет он работал ковбоем, так он и познакомился с Биллом Дулином. Присоединился к банде Дулина примерно в 1892 году. Участвовал в нескольких налётах, но был одним из первых членов банды, выпавших из её состава — он был задержан после «битвы при Ингаллсе», 1 сентября 1893 года. Во время той перестрелки он убил заместителя маршала Томаса Хьюстона и был схвачен после того, как заместитель маршала Джим Мастерсон бросил динамитную шашку туда, где находился Джонс, оглушив его. Заместитель маршала Хьюстон, которого убил Джонс, вместе с шерифом округа Форд, штат Канзас, Чалки Бисоном убил члена Дикой банды Оливера Янтиса годом ранее.
Догерти был приговорен к пятидесяти годам тюремного заключения, но из-за того, что два его брата-проповедника вели кампанию в его защиту, был освобождён условно-досрочно в 1910 году. В течение двух лет управлял рестораном в Драмрайте, штат Оклахома, но потом ему стало скучно, и он переехал в Голливуд, штат Калифорния, в надежде сниматься в вестернах. Однако из этого ничего не вышло, и Догерти вновь совершил ограбление банка в 1917 году в Неошо, штат Миссури, и снова был схвачен. Выйдя на свободу в 1921 году, в том же году он ограбил ещё один банк в Эсбери, штат Миссури. Ударился в бега и скрывался от правоохранительных органов, пока его не выследили в Джоплине, штат Миссури. В перестрелке 16 августа 1924 года его убил детектив Леонард Х. «Лен» Вандевентер из полиции Джоплина.